# Karibi viharmadár
A karibi viharmadár (Pterodroma caribbaea) a madarak (Aves) osztályának viharmadár-alakúak (Procellariiformes) rendjébe, ezen belül a viharmadárfélék (Procellariidae) családjába tartozó faj.

## Rendszertani besorolása
A karibi viharmadár szoros rokonságban áll a Pterodroma hasitata (Kuhl, 1820) nevű viharmadárral; sőt korábban úgy vélték, hogy annak az alfaja.

## Előfordulása
Az utolsó példányt 1879-ben gyűjtötték be. Az 1990-es években kutatócsoport kereste, de nem jártak sikerrel. Mivel éjszaka a tengeren sötét színe miatt is nehéz észlelni, ezért előfordulhat, hogy még nem halt ki. A Karib-térségben volt, illetve lehet, hogy még honos. Jamaica területén feltételezhetően kihalt, de a Dominikai Közösségben és Guadeloupén meglehet, hogy még fészkel.

## Megjelenése
Testhossza 40 centiméter. Tollazata sötétbarna.

## Életmódja
Sziklás helyeken fészkel, az év többi részét a nyílt óceánon tölti. A legfőbb élősködője, a Philopteridae családbeli tetű, a Saemundssonia jamaicensis meglehet, hogy a madárral együtt szintén kihalt, mivel más madárfajokon nem észlelték (May 1990).

### Fordítás
- Ez a szócikk részben vagy egészben  a   Jamaican petrel című angol Wikipédia-szócikk ezen változatának fordításán alapul.  Az eredeti cikk szerkesztőit annak laptörténete sorolja fel. Ez a jelzés csupán a megfogalmazás eredetét és a szerzői jogokat jelzi, nem szolgál a cikkben szereplő információk forrásmegjelöléseként.